# ARC (motorfiets)
ARC is een historisch Spaans merk van motorfietsen.
Ze werden geproduceerd door S.A. Motocyclos ARC, Barcelona.
ARC bouwde van 1954 tot 1956 lichte motorfietsen met 123 cc Hispano-Villiers-blokken.